# 베를린 항공전
베를린 항공전(영어: Battle of Berlin)은 1943년 11월부터 1944년 3월까지 영국이 베를린에 가한 폭격전이다. 영국 공군은 베를린 자체에 공습을 한정하지 않았는데 베를린의 대공 방어를 강화하지 않기 위해 다른 독일 도시들도 주요 목표로 삼았다. 공군 대장 아서 해리스 경이 1943년 11월 영국 공군 폭격 사령부를 통해 공습을 시작했다. 해리스는 "우리는 미국 공군이 참여한다면 베를린을 완전히 파괴할 수 있을 것이다. 우리는 400대에서 500대의 폭격기를 잃겠지만 독일은 전쟁에서 질 것이다."라고 말하며 이 폭격이 독일의 저항을 무너뜨릴 것이라 장담했다.  이 기간 동안 영국 공군은 새롭게 개발된 정교한 야간 항법 장치들로 전투기를 무장시켰는데, 대표적인 항법장치에는 H2S 레이다가 있었다. 1943년 11월부터 1944년 3월까지 영국 공군은 16번의대규모 공습을 베를린에 가했다. 슈바인푸르트에서 심각한 손실을 입은 미국 공군은 베를린 항공전에 참여할 수 없었다.
베를린 항공전은 아서 해리스가 예상했던 대로 독일에 엄청난 피해를 입히지 못했다는 점에서 영국 공군의 실패로 끝났다는 것이 일반적인 분석이다. 영국 공군은 1,047대의 폭격기를 잃었고 1,682대가 손상되었으며 7,000명의 항공기 요원들이 베를린 항공 전투에서 사망했다. 이 손실치 중 1944년 3월 30일 뉘른베르크 공습에서 발생한 것으로 94대의 폭격기가 격추되고 71대의 폭격기가 손상되었다. 영국 공군의 베를린 공습 이외에도 연합군은 베를린에 공습을 가했다. 1940년부터 1945년까지의 전략 폭격 기간 동안 영국 공군과 미국 공군 제8군은 베를린에 지속적으로 공습을 가했다.
독일 공군은 베를린 항공전 이후 스타인보크 작전을 개시해 영국 남부와 런던에 1944년 5월 폭격을 개시했다. 독일 공군은 1944년 5월까지 유지되었지만 영국 공군이 베를린에 가한 공습에서의 손실치보다 독일 공군이 런던에 가한 손실치가 훨씬 높았다.

## 같이 보기
- 함부르크 공습
- 영국 본토 항공전